# 庫爾洛沃
55°27′N 42°37′E / 55.450°N 42.617°E
庫爾洛沃（俄语：Курлово）是俄羅斯弗拉基米爾州南部古西赫魯斯塔利內區的一個城市，距弗拉基米爾以南80公里。2002年人口7,433人。
1811年建立，1998年設市。